# Chowdeshwarihalli, Ramanagara
Chowdeshwarihalli là một làng thuộc tehsil Ramanagara, huyện Ramanagara, bang Karnataka, Ấn Độ.